# Expediciones Auxiliadoras al Alto Perú
Se conoce con el nombre de Campaña al Alto Perú o Expediciones Auxiliadoras al Alto Perú a las cuatro campañas que el Ejército del Norte de las Provincias Unidas del Río de la Plata efectuó en el Alto Perú, durante el transcurso de la Guerra de Independencia de la Argentina, entre 1810 y 1818, con el objetivo de desalojar a los realistas fieles al Consejo de Regencia de España e Indias y al rey Fernando VII de España. 
Se intentó también apoyar las insurrecciones y la guerra de Republiquetas e impedir el avance realista hacia el noroeste del actual territorio de la República Argentina.
A partir de 1817 la ofensiva de los patriotas rioplatenses se trasladó al Ejército de los Andes, comandado por José de San Martín, quien concibió la idea de llegar por mar hasta Lima, el principal bastión realista en América del Sur, tras la independencia de Chile.

## Primera Campaña Auxiliadora al Alto Perú

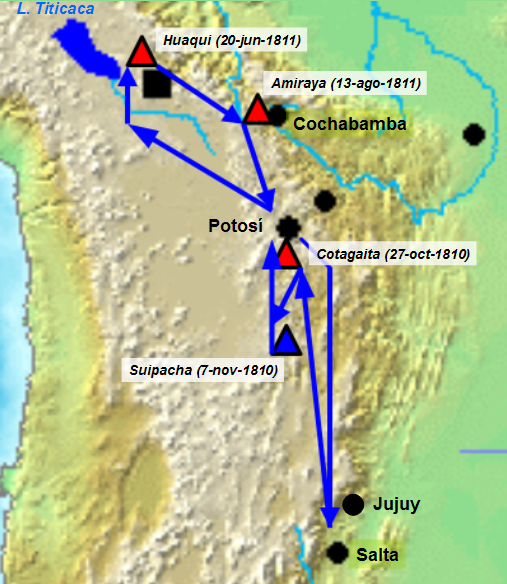
Mapa de la primera campaña al Alto Perú (1810-1811). Los triángulos señalan las batallas; rojos para las victorias realistas (Cotagaita, Huaqui y Amiraya) y azules para las victorias independentistas (Suipacha)

Lo que sería luego el Ejército del Norte tuvo su origen en las tropas reunidas por el vocal morenista Juan José Castelli por orden dada por la Primera Junta el 14 de junio de 1810, para combatir al antiguo virrey Santiago de Liniers, que encabezaba un movimiento contrarrevolucionario en la provincia de Córdoba. La orden de la Junta respondía al cumplimiento del acta de formación de la misma el 25 de mayo, que la obligaba a enviar una expedición a las provincias.

### La ejecución de Liniers
Se reunió un ejército de 1150 hombres, que partió de la capital del exvirreinato el 6 de julio de 1810 al mando del coronel Francisco Ortiz de Ocampo, secundado por el teniente coronel Antonio González Balcarce, al que se dio una formación apresurada en dos meses. A semejanza de los ejércitos de la Revolución francesa, ambos iban acompañados por el representante de la junta —mando político—, Hipólito Vieytes y por el auditor Feliciano Antonio Chiclana quien no viajó con la expedición y más tarde fue nombrado gobernador intendente de Salta del Tucumán. El mando militar estaba sujeto al político y este a la Junta a través de la Secretaría de Guerra que ocupaba Mariano Moreno. Vieytes llevaba instrucciones de dejar que en cada provincia el pueblo eligiera diputados para incorporarse a la Junta.
El 8 de julio Mariano Moreno ordenó que los que se opusieran a la revolución sean remitidos a Buenos Aires a medida que fueran capturados, pero el 28 de julio impartió la orden de su ejecución —y paso lo siguiente—.
El 31 de julio los jefes realistas de Córdoba huyeron hacia el Alto Perú al disolverse su ejército. Capturado Liniers el 6 de agosto en las sierras de Córdoba y al otro día los otros jefes, fueron remitidos a Buenos Aires contrariando la orden de ejecución, pero el 26 de agosto en Cabeza de Tigre fueron alcanzados por la nueva conducción política del Ejército del Norte enviada por Moreno, Castelli ordenó el fusilamiento inmediato de Liniers junto con el gobernador de Córdoba del Tucumán, Juan Gutiérrez de la Concha, el teniente gobernador Victorio Rodríguez, Santiago Alejo de Allende y Joaquín Moreno, perdonándose al obispo Rodrigo de Orellana, que fue enviado preso a Luján. El morenista Domingo French, dio el tiro de gracia al militar francés. Por orden de la Junta, González Balcarce reemplazó a Ortiz de Ocampo al frente de las tropas que continuaron su avance hacia el norte, mientras el primero quedó en Santiago del Estero reuniendo milicias. Juan José Viamonte pasó a ser el segundo jefe de González Balcarce y en sustitución de Vieytes, Juan José Castelli ocupó el cargo de delegado y Bernardo de Monteagudo el de auditor.

### La insurrección de Cochabamba
El 14 de septiembre de 1810 se produjo la insurrección de Cochabamba liderada por el coronel Francisco del Rivero, quien con milicias del valle de Cliza derrocó al gobernador intendente José González Prada y adhirió a la Junta de Buenos Aires, siendo proclamado Jefe Político y Militar. Lo secundaban Manuel Esteban Arze y Melchor Guzmán.

### Primeras acciones en el Alto Perú
|Incorporación de la Intendencia de Potosí a las Provincias Unidas del Río de la Plata.
En esas condiciones insurreccionales en que se hallaba el Alto Perú, Balcarce inició la marcha con 400 hombres. Nieto había llevado tropas de Chuquisaca y Potosí a Santiago de Cotagaita unos 400 km al norte de San Salvador de Jujuy, en donde hizo cavar trincheras. La primera acción armada del Ejército del Norte en el Alto Perú fue el Combate de Cotagaita, que tuvo lugar el 27 de octubre. La batalla fue desfavorable para Balcarce y su resultado indeciso, en parte por la superioridad numérica de los españoles, obligando a las tropas expedicionarias a regresar al sur sin ser perseguidas por los realistas. Balcarce rehízo su ejército dos días después en Tupiza.
El 7 de noviembre volvieron a enfrentarse contra las mismas tropas con que se habían enfrentado antes comandadas por el general José de Córdoba y Rojas en batalla de Suipacha, donde el ejército argentino obtuvo su primera victoria.
Tras la derrota, Córdoba huyó con los restos de su ejército a Potosí, ciudad que el 10 de noviembre se pronunció en favor de la revolución, apresando a Córdoba, Paula Sanz y Nieto cuando intentaban huir hacia el desierto de Atacama. El 13 de noviembre, mientras se acercaban las tropas de Cochabamba a Chuquisaca, el pueblo de la ciudad exigió un cabildo abierto, el que juró obediencia a la Junta de Buenos Aires y envió oficios al virrey del Perú y a Goyeneche, desconociendo su autoridad e instándolos a que se abstuviesen de invadir los límites de las Provincias Unidas del Río de la Plata.
Entró luego el ejército auxiliar en Potosí y durante el gobierno, Castelli tomó medidas drásticas que le ganaron la enemistad de gran parte de las clases acomodadas, como fusilar el 15 de diciembre en la Plaza Mayor de Potosí al mariscal Vicente Nieto, gobernador presidente de la Audiencia de Charcas, a Francisco de Paula Sanz, intendente de Potosí y al capitán de navío José de Córdoba y Rojas, luego de que se negaran a jurar obediencia a la Junta, cumpliendo las órdenes de Moreno en represalia por las ejecuciones de los líderes de la revolución de La Paz en 1809, el obispo de La Paz y Goyeneche también estaban sentenciados a muerte si eran capturados. Confiscó también bienes de los españoles. Lo hacía en cumplimiento de órdenes emanadas de la Primera Junta el 12 de septiembre.
Luego de dejar a Feliciano Antonio Chiclana como gobernador intendente de Potosí, llegó luego Castelli a Chuquisaca el 27 de diciembre de 1810, en donde el general Juan Martín de Pueyrredón fue nombrado presidente de la Audiencia de Charcas.
A fines de febrero Castelli abandonó Chuquisaca en dirección a La Paz, en donde fue recibido en triunfo por el gobernador intendente Domingo Tristán y el 11 de mayo envió cartas al virrey del Perú y al cabildo de Lima. Al frente de la defensa realista quedó el brigadier arequipeño José Manuel de Goyeneche, quien con autorización de Abascal parlamentó con Castelli, firmando con él un armisticio por cuarenta días el 16 de mayo de 1811, tiempo solicitado por el cabildo de Lima para esperar una respuesta a un oficio enviado a la Junta de Buenos Aires. El ejército realista acampó en Zepita, cerca del Desaguadero.

### La derrota de Huaqui y la retirada del Alto Perú
El 20 de junio de 1811 Goyeneche ordenó atacar al ejército revolucionario dando inicio a la Batalla de Huaqui, los 5.000 soldados patriotas y los indígenas que los reforzaban no pudieron con los 6500 realistas y provocaron la más dura de sus derrotas. Como consecuencia de esta batalla, Goyeneche se apoderó de La Paz y de Cochabamba luego de la batalla de Amiraya (o primera batalla de Sipe Sipe) el 13 de agosto de 1811, donde fue derrotado Francisco de Rivero, luego avanzó hacia Chuquisaca. Los restos desorganizados del ejército retrocederían en precipitada retirada, refugiándose primero en Potosí, que fue abandonada por Pueyrredón llevándose los caudales, luego en Jujuy y finalmente en territorio salteño, donde recibirían el auxilio de Güemes y Balcarce sería reemplazado por Pueyrredón.
El general Eustaquio Díaz Vélez con 800 soldados fue enviado por Pueyrredón para apoyar la nueva insurrección de Cochabamba en un nuevo intento de avanzar sobre el Alto Perú, pero fueron derrotados en Nazareno el 12 de enero de 1812. Simultáneamente, el teniente coronel Martín Miguel de Güemes (segundo jefe de la vanguardia) fue enviado por Díaz Vélez a recuperar Tarija, lo que consiguió el 18 de enero, reuniéndose luego con Díaz Vélez en Humahuaca. Cochabamba había sido liberada por Esteban Arce el 29 de octubre de 1811, quien fue rechazado en Oruro por Socaza y logró rendir en Chayanta al jefe Astete. Goyeneche ocupó luego Cochabamba el 27 de mayo, después de que el 24 de mayo Esteban Arze fuera derrotado en la batalla de Quehuiñal o Pocona, posteriormente fue derrotado también en Mollemolle junto con Carlos Taboada y se sumó a las guerrillas de Álvarez de Arenales.
En marzo de 1812 terminó oficialmente la primera campaña de la expedición, siendo reemplazado Pueyrredón por el brigadier general Manuel Belgrano el día 26.
Juzgados responsables del desastre, Balcarce y Castelli fueron sometidos a sumario. El último falleció antes de dictarse la sentencia, pero Balcarce fue absuelto y se reincorporó a la lucha bajo el mando de San Martín.

## Segunda Campaña Auxiliadora al Alto Perú

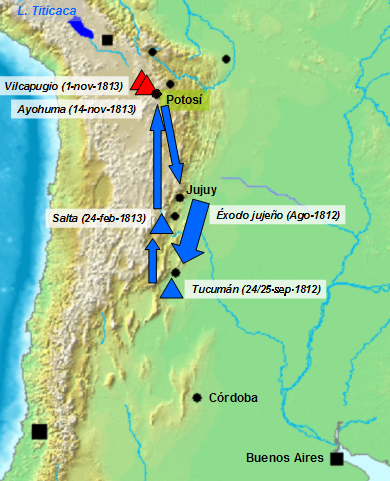
Segunda Campaña al Alto Perú (1812-1813). Los triángulos representan las batallas: azules para las victorias independentistas (Éxodo jujeño, Tucumán y Salta) y rojas para las victorias realistas (Vilcapugio y Ayohuma)

En 1812, con nuevo comandante, Manuel Belgrano, la Junta decidió hacer una segunda campaña auxiliadora al Alto Perú, con un objetivo claro: derrotar definitivamente a los realistas ganadores en Huaqui y por consiguiente levantar la moral de la población, decaída por el avance español.
El 26 de marzo, el coronel mayor Belgrano recibió de Pueyrredón el mando en la Posta de Yatasto (Salta) e inmediatamente avanzó hacia Jujuy, donde estableció un perímetro de defensa.
Las medidas de orden se hacían cumplir a rajatabla, y Belgrano dictó un bando disponiendo la pena capital para quienes desobedecieran una orden expresa o difundieran noticias alarmantes. Uno de los desertores por la dura disciplina fue el oriental Venancio Benavídez, que se pasó a las fuerzas de Goyeneche, que ya habían tomado Cochabamba y lo informó de la dura situación del ejército de Belgrano. Con esta inteligencia, Goyeneche, a quien acababa de reforzar Pío Tristán, decidió avanzar hacia el sur y tomar ventaja, para ello contaba con 4 batallones de infantería, 1000 jinetes y 10 piezas de artillería. Belgrano ordenó la leva de todos los varones hábiles y en edad, formando un cuerpo de caballería irregular, pero recibió del gobierno central orden de retroceder hacia Córdoba.

### El Éxodo Jujeño y las batallas de Tucumán y Salta

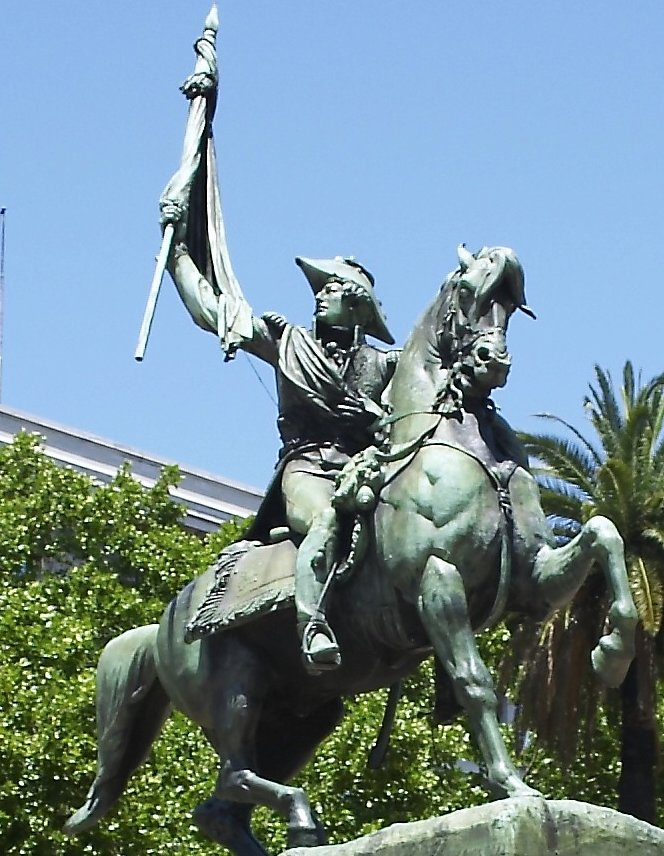
Manuel Belgrano, uno de los principales líderes revolucionarios, era un abogado y economista que debió improvisarse como militar para hacerse cargo de los ejércitos independentistas enviados al Paraguay y al Alto Perú. Estatua en la Plaza de Mayo (Buenos Aires)

Decidido a no dejar en manos del enemigo nada que le pudiese ser útil, Belgrano organizó durante agosto el llamado "Éxodo Jujeño", ordenando a la población civil replegarse junto con el ejército y quemar todo lo que quedase detrás, para entorpecer el avance enemigo. Las fuerzas realistas ocuparon seguidamente las ciudades de Jujuy y Salta. La retirada a contramarchas se produjo ordenadamente, con las tropas de Díaz Vélez formando una nutrida retaguardia. El 3 de septiembre hizo por primera vez contacto con el enemigo, cuya vanguardia de 500 hombres había perseguido a la caballería irregular hasta las márgenes del río Las Piedras; aprovechando el terreno y con ayuda de Holmberg, Belgrano abrió fuego de su recién forjada artillería y revirtió la situación, tomando prisionero al coronel Agustín Huici, el jefe de la avanzada enemiga. Continuó sin embargo su retirada hacia el río Blanco y luego hacia el río Pasaje (o Juramento).
Diez días más tarde, acampó en Tucumán, donde decidió detener su retirada desobedeciendo las órdenes de continuar hacia Córdoba. El 23 de septiembre Tristán acampó en Las Tapias, cerca de San Miguel de Tucumán y al día siguiente avanzó sobre la ciudad, obteniendo Belgrano el triunfo en la batalla de Tucumán, donde la decisiva carga de la caballería bien mandada le dio la victoria. Tristán rehízo su ejército y se mantuvo en las afueras de la ciudad, pero el día 26 debió retroceder hacia Salta en donde había dejado al marqués de Yavi como gobernador, perseguido por Díaz Vélez.
Bien pertrechado y con la moral alta, emprendió el 12 de enero la marcha hacia Salta, donde Tristán se había fortificado y solicitado refuerzos a Goyeneche. Un mes después, a orillas del Río Juramento, las tropas fueron las primeras en jurar lealtad a la Asamblea General Constituyente y a la bandera recientemente creada por Belgrano (actualmente bandera oficial de la República Argentina). Tras un comienzo poco auspicioso, la victoria de los independentistas en la batalla de Salta fue arrasadora, y Tristán se rindió incondicionalmente. A cambio del juramento de no volver a tomar armas contra las Provincias Unidas, Belgrano garantizó a Tristán y sus hombres su libertad; quedó en posesión de todo su parque y armamento, con lo que su situación mejoró sensiblemente y además los realistas se obligaban a evacuar Jujuy dejando las armas.
El general Tacón evacuó su división que se hallaba en Jujuy rumbo a Tupiza sin cumplir con la entrega de armas. Goyeneche se apresuró a dejar Potosí rumbo a Oruro y solicitó un armisticio a Belgrano, quien se lo concedió por 40 días, pero sin comprometerse a no seguir avanzando y ocupar Chichas. Goyeneche desde Oruro envió al virrey su renuncia al mando del ejército, la que fue admitida. En su reemplazo fue nombrado el teniente general Juan Henestrosa, quien condicionó su aceptación al cargo y el virrey lo reemplazó por el general Joaquín de la Pezuela.

### Acciones en el Alto Perú y retiro hacia Jujuy
Continuando su marcha hacia el norte, tomó Potosí el 21 de junio y Vilcapugio el 27 de septiembre donde se esperaron refuerzos. Belgrano nombró como gobernador de Potosí al coronel Figueroa, de Cochabamba al coronel Álvarez de Arenales y de Santa Cruz al coronel Warnes, como presidente de Charcas nombró a Francisco Antonio Ortiz de Ocampo. Sabiendo sin embargo que Goyeneche y el español Joaquín de la Pezuela, un militar experimentado y hábil, contaban con ventaja, negoció con Goyeneche un armisticio de cuarenta días. Tanto la Asamblea en Buenos Aires como el virrey del Perú, José Fernando de Abascal, desaprobaron la medida. Entonces, fueron atacados en forma sorpresiva por los realistas, anticipándose a la llegada de refuerzos y produciendo la Batalla de Vilcapugio el 1 de noviembre de 1813.
Aunque parecía que la victoria era para los patriotas, finalmente se vieron derrotados y se reagruparon en Macha donde Belgrano estableció su cuartel general y obtuvo ayuda de Francisco Ortiz de Ocampo, el presidente de Charcas, partió luego a Ayohuma llegando el 9 de noviembre.
Cinco días después llegó el ejército comandado por el general Joaquín de la Pezuela, desatándose la Batalla de Ayohuma. El combate fue sangriento para los dos bandos, perdiendo el patriota, aunque no fueron perseguidos por los realistas por haber sufrido 500 bajas y un enorme desgaste. Como consecuencia de estas derrotas, el Alto Perú volvió al control realista y Belgrano se retiró a Jujuy.
En enero de 1814, en Tucumán, Manuel Belgrano fue reemplazado por el entonces Coronel José de San Martín quedando a cargo del regimiento N.º 1 con el grado de coronel, el 30 de ese mes el gobierno lo separó del Ejército del Norte y viajó a Buenos Aires, donde fue arrestado y procesado, pero finalmente se le reconocieron sus méritos y honores. San Martín, por razones de salud renunció cuatro meses después, siendo reemplazado por el coronel José Rondeau.
Ignacio Warnes logró liberar a Santa Cruz de la Sierra, Warnes y Álvarez de Arenales continuaron la resistencia en el Alto Perú pero el primero fue muerto tras el combate de El Pari, consiguiendo el último las victorias de La Florida (24 de mayo de 1814) y Postrer Valle (4 de junio), pero luego, el 5 de agosto fue vencido en Sumarpata. En las zonas cercanas a La Paz continuó actuando la Republiqueta de Ayopaya.
Los objetivos de la campaña se alcanzaron parcialmente. El ejército realista no fue derrotado, pero se pudo repeler su ataque manteniendo la revolución.

## Tercera Campaña Auxiliadora al Alto Perú

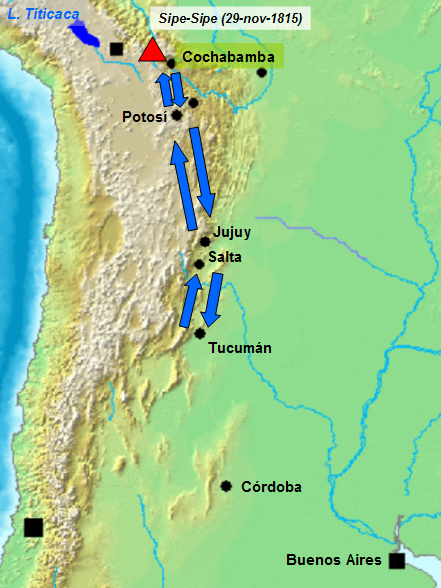
Tercera Campaña al Alto Perú (1815). El triángulo rojo representa la única batalla importante de la misma, la victoria realista en)Sipe-Sipe

Luego de guarecer el actual norte argentino durante un año, el Ejército del Norte recibió órdenes para una tercera campaña auxiliadora al Alto Perú. Los objetivos de ésta eran ocupar todo el territorio altoperuano, asegurándolo contra los realistas y así establecer la soberanía de las Provincias Unidas del Río de la Plata. También, si se podía, era importante avanzar sobre Lima para liberar la capital del virreinato del Perú.

### Sublevación de las tropas y nuevo avance sobre el Alto Perú
Al momento que las tropas preparaban para iniciar la tercera campaña al Alto Perú, el general Carlos María de Alvear fue designado para reemplazante de Rondeau. Los oficiales del Ejército del Norte se sublevaron y le comunicaron a Rondeau que sólo iban a acatar sus órdenes mas no las de Alvear y lo instaron a iniciar la campaña, Rondeau en rebeldía ordenó el comienzo de la operación que comenzó en enero de 1815. Durante los siguientes diez meses hubo enfrentamientos con tropas realistas, pero nunca de la magnitud de la campaña anterior.
El 19 de febrero se produjo la batalla de El Tejar. La vanguardia patriota se adelanta para hacer un reconocimiento siendo sorprendido por el total de las tropas realistas.
En abril siguiente, la marcha se detuvo antes del Puesto del Marqués, ocupado por realistas. El general Rondeau, avanzó con 500 hombres derrotando a los 300 ocupantes.
Continuando la marcha por el Alto Perú, un grupo de reconocimiento encontró unas compañías realistas acampadas en Venta y Media al mando de Olañeta. Se preparó una estrategia para atacarlos por sorpresa, pero fracasó escapando los realistas. Fue tomado prisionero el coronel Martín Rodríguez junto a sus subordinados. El general Joaquín de la Pezuela a cargo de las fuerzas realistas retiró sus fuerzas hasta Oruro, abandonando ciudades que fueron ocupados por las fuerzas de Rondeau, quien se apoderó de Potosí y Charcas y estableció su cuartel en Chayanta.
Martín Miguel de Güemes, enemistado con Rondeau, abandonó las filas del ejército junto con sus gauchos y se retiró hacia Salta, llevándose consigo el parque del ejército que se encontraba en Jujuy.

### Derrota de Sipe-Sipe y retiro a Tucumán
La primera y única gran batalla de la campaña se produjo el 29 de noviembre de 1815. Cuando el ejército patriota estaba al norte de Venta y Media, llegando a Cochabamba se topó por el ejército comandado por el general Pezuela en Sipe-Sipe produciéndose la batalla de Sipe-Sipe que los españoles llaman de Viluma.
Resultó ser un fracaso total para los patriotas. Los 3.500 hombres y las 9 piezas de artillería no pudieron con los 5.100 y 23 piezas de artillería realistas teniendo que escapar con más de 1000 bajas, mientras que los realistas sólo tuvieron 32 muertos.
Los objetivos no fueron logrados y las provincias quedaron rodeadas de potenciales enemigos. Ingleses y franceses que podían llegar por el mar, portugueses por el este y españoles por el norte. Si se hubiera conseguido el Alto Perú, la mayor amenaza, los realistas, hubiera sido terminada.
En enero de 1816, el teniente coronel Gregorio Aráoz de Lamadrid fue enviado hacia el norte para organizar un escuadrón con dispersos de Sipe Sipe, y tras una acción indecisa el 31 de enero en el combate de Culpina, el 2 de febrero logró en conjunto con tropas del caudillo Camargo el triunfo de Uturango para ser luego derrotado el 12 de febrero en una acción menor sobre el río San Juan. Rondeau recibió la orden de retirarse a Tucumán, el ejército, casi devastado, marchó durante nueve meses pasando por Potosí y Humahuaca hasta llegar a Tucumán. El 7 de agosto de 1816 en Las Trancas, Rondeau fue desplazado de su cargo y reemplazado de nuevo por Manuel Belgrano. Martín Miguel de Güemes quedó como comandante de frontera norte.
Belgrano trasladó al ejército hasta la ciudadela construida por San Martín en la ciudad de Tucumán, en ese lugar intentó la reconstrucción moral y material en busca de una nueva acción sobre el Alto Perú, combinada con las acciones de San Martín.

## Cuarta Campaña Auxiliadora al Alto Perú
En un último intento por liberar el Alto Perú, Belgrano envió un destacamento con el objetivo de apoyar a la resistencia en Oruro. En esta etapa también el ejército interviene en luchas internas.
Una Real Orden del 14 de octubre de 1815, recibida el 10 de abril de 1816, mandó que Pezuela asumiera el cargo de virrey del Perú y Ramírez el de presidente de Quito. El rey nombró al mariscal de campo Estanislao Sánchez Salvador como nuevo general en jefe del Ejército del Alto Perú, el cual debía partir de España en noviembre con un refuerzo de 2.000 hombres. Poco después, el rey nombró al mariscal de campo José de la Serna en lugar de Sánchez Salvador. El 15 de abril Ramírez asumió provisoriamente el mando del ejército.
El 7 de septiembre de la Serna desembarcó en Arica y junto con el batallón de Gerona, procedente de España, avanzó hacia el Alto Perú. El 12 de octubre de 1816 asumió el mando de la Serna al llegar a Cotagaita. A mediados de noviembre Ramírez partió para Quito. Horrorizado de la Serna por la destrucción que había visto, dictó una amnistía y perdón general, liberó a los presos políticos y llamó al regreso de los emigrados, ofreciéndole la restitución de sus bienes que aún existieran. Prohibió la pena de muerte sin su consentimiento y ordenó pagar todo lo que consumieran sus tropas.
A principios de septiembre  60 hombres de las milicias realistas de Chichas avanzaron desde Talina hacia Abrapampa chocando con una partida de Urdininea, quien los dispersó.
Los comandantes Miguel Tacón (con 2.000 hombres) y Francisco Javier de Aguilera (con 700 hombres) avanzaron en busca de Padilla en una acción combinada desde Chuquisaca y Vallegrande respectivamente. El 13 de septiembre de 1816 se produjo la batalla de La Laguna con la victoria realista y la muerte de Manuel Ascensio Padilla.
El 10 de diciembre de 1816 Belgrano envió a Lamadrid con tropas del Ejército del Norte para sofocar el movimiento autonomista de Santiago del Estero, derrotando a las tropas de Juan Francisco Borges en el combate de Pitambalá. El 1 de enero de 1817 Borges fue fusilado en Santo Domingo por orden del Congreso de Tucumán. (Véase Sublevación autonomista de Borges en Santiago del Estero).

### Invasiones realistas y la Guerra Gaucha

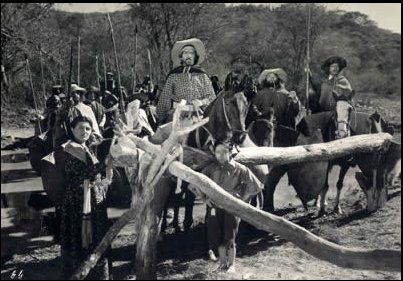
La guerra gaucha, una exitosa película de Lucas Demare sobre la novela de Leopoldo Lugones adaptada por Homero Manzi y Ulyses Petit de Murat. Estrenada en 1942

El 14 de octubre se produjo un ataque sobre Tarija de fuerzas revolucionarias, compuestas por 500 hombres de caballería y 700 de infantería con un cañón. El ataque fue rechazado por el comandante realista Lavín, produciendo 100 muertos entre los atacantes.
El 15 de noviembre el teniente coronel Marqués del Valle del Tojo Juan José Feliciano Alejo Fernández Campero fue derrotado en la batalla de Yavi, quedando prisionero con 300 de sus hombres. Fernández Campero (conocido como Marqués de Yavi) era el comandante del flanco oriental de la Puna de las fuerzas de Güemes. Había avanzado sobre Yavi con 600 infantes y un escuadrón de Dragones Infernales Ante su avance, los realistas que ocupaban Yavi (el segundo regimiento, un batallón de partidarios y una brigada de artillería), abandonaron sus posiciones replegándose a Moraya en suposición de que era Belgrano quien avanzaba con todo su ejército. Olañeta llegó con el primer regimiento y avanzó sobre Yavi sorprendiendo al marqués.
El 17 de noviembre de la Serna trasladó su cuartel general a Tupiza, moviendo hacia allí parte del ejército.
La ciudad de Jujuy fue ocupada el 6 de enero de 1817 por el coronel Olañeta, pero debió salir de ella para auxiliar a su segundo el mayor Juan Guillermo de Marquiegui, quien había perdido un tercio de sus tropas en combates con los gauchos de Manuel Arias. El 23 de enero Olañeta y Marquiegui entraron de nuevo en Jujuy y esperaron a de la Serna con el grueso del ejército. Pero su avance hacia el sur fue hostilizado por las partidas guerrilleras comandadas por el general Güemes. El 6 de febrero se produjo el combate de San Pedrito en donde el teniente coronel Juan Antonio Rojas logró la victoria, los realistas tuvieron 100 muertos. El 1 de mayo tuvo lugar el primer combate de Humahuaca, el coronel Arias logró desalojar a los realistas del pueblo de Humahuaca, pero al atacar la ciudad de Jujuy el 15 de mayo, no lograron tomarla. El 13 de abril de la Serna partió desde Jujuy rumbo a Salta, ciudad que tomó el 15 de abril, pero el 4 de mayo la evacuó rumbo a Jujuy. El 21 de mayo los realistas abandonaron Jujuy, pero poco después debido a la acción guerrillera, se retiraron hasta Humahuaca, a donde llegaron el 30 de junio de 1817, retornando luego a Tupiza. El ejército realista volvió diezmado por los ataques guerrilleros y por la falta de víveres. Olañeta, merced a su escuadrón gaucho de San Carlos, conocedor del terreno, logró sacar el ejército hacia Tupiza.

### Desvío y recuperación de Tarija
El 18 de marzo de 1817 partieron de San Miguel de Tucumán los 500 dragones con dos piezas de artillería que Belgrano encomendó al general Gregorio Aráoz de Lamadrid para avanzar hasta Oruro, distrayendo así al enemigo a su frente, Lamadrid supuso que su división padecería si es que traspasase por los altos y secos Andes, de ese modo decidió dirigirse hacia la Republiqueta de Tarija, lugar donde aprovecharía para tomar un receso y aprovisionarse con gente y caballos, pero se daría cuenta de que Tarija está bajo gobierno realista. Ya en el territorio, se le unieron grupos de gauchos montoneros tarijeños comandados por Francisco Pérez de Uriondo y por otros caudillos que lo ayudaron en combatir a los realistas, así estallando la Batalla de Tarija, la división rioplatense contra la división realista de Tarija Mateo Ramírez, que contaba con los Granaderos del Cuzco, que no lograba obtener refuerzos de Andrés de Santa Cruz y Malacabeza por la batalla que estaba presenciando. El 15 de abril de 1817 mientras que los gauchos estaban combatiendo, deteniendo y cercando a Ramírez y a Andrés de Santa Cruz, la división de gauchos de Lamadrid, junto con Lugones, Mariano García, entre otros, obtuvieron la victoria en eñ combate del Campo de La Tablada, consiguiendo liberar Tarija exigiendo sus rendiciones de Ramírez, Andrés y sus divisiones en el Campo de Las Carreras. El triunfo le significó al Ejército del Norte la captura de abundantes armas, municiones, víveres y prisioneros, incorporándose además más 60 tarijeños de forma voluntaria al ejército.
Lamadrid permaneció en Tarija hasta el 5 de mayo de 1817, designó gobernador de Tarija a Francisco Pérez de Uriondo y marchó rumbo a Chuquisaca.

### Último avance sobre el Alto Perú
La ciudad estaba guarnecida por una compañía del Batallón Centro al mando del capitán Juan Bautista Elío, junto con 6 cañones y 4 compañías de milicianos de la ciudad. El 20 de mayo Lamadrid sorprendió y logró capturar en Yotala un escuadrón al mando del coronel Francisco López. El día 21 atacó la ciudad siendo rechazado. Chuquisaca recibió refuerzos, ya que La Hera y Maruri se trasladaron desde Tarabuco llegando el día 23 y el brigadier Juan O'Reylli llegó el 25 desde Puna con 800 infantes. O'Reylli salió de la ciudad con 1000 hombres en busca de Lamadrid, quien se hallaba en Sopachuy. El 12 de junio se produjo la batalla de Sopachuy.

### Retorno al Norte
Casi sin municiones, Lamadrid abandonó sus dos cañones, perdió 300 hombres entre bajas y prisioneros y puso rumbo a Tarija vía Pomabamba, sin ser perseguido por mucho tiempo por los relistas que no tenían caballada.
Al regresar de la Serna a Tupiza, ordenó al coronel Mariano Ricafort avanzar sobre Tarija, en donde presumía que se hallaba Lamadrid, pero este ya había alcanzado Orán. El 11 de julio de 1817 Ricafort reocupó Tarija cometiendo una serie de actos de venganza contra la población, mandando incendiar el Cabildo y el Archivo Capitular de Tarija. Pérez de Uriondo se trasladó para resistir en Padcaya. Ricafort también avanzó sobre las Salinas.

### Últimas invasiones realistas y muerte de Güemes
En agosto de 1817 el coronel Olañeta inició una nueva invasión con 1000 hombres. El 15 de agosto tuvo lugar el segundo combate de Humahuaca, localidad que fue evacuada por el coronel Arias. El 12 de septiembre se produjo el combate de Huacalera, en donde Arias logró tomar prisioneros realistas. El 3 de enero de 1818 los realistas se retiraron hasta Yavi y luego retornaron al Alto Perú. Poco después Olañeta y el coronel José María Valdez iniciaron una nueva invasión en Yavi con 2400 hombres. El 14 de enero ocuparon Jujuy, pero la evacuaron el 16 de enero, retirándose a Yavi.
A principios de 1818 de la Serna renunció y se dirigió a Cochabamba, dejando el mando al coronel José Canterac, quien luego de pacificar Tarija y Cinti, inició una nueva invasión con tres columnas al mando de Olañeta (entró por Humahuaca), Vigil (entró por Orán) y Valdez (entró por el Despoblado). El 26 de marzo ocuparon San Salvador de Jujuy por solo tres horas y la evacuaron retirándose a Yala ante el riesgo de quedar aislados. Posteriormente regresaron a Tupiza.
El 1 de febrero de 1820 el Ejército del Norte recibió la orden de abandonar Tucumán y dirigirse a Buenos Aires para sofocar las sublevaciones autonomistas debido a la Anarquía del Año XX. La defensa del noroeste quedó a cargo de las fuerzas gauchas del general Güemes.
En febrero de 1820 el brigadier general Canterac fue sustituido por el general Juan Ramírez Orozco como comandante de las fuerzas españolas en el Alto Perú. El 8 de mayo Ramírez Orozco salió de Tupiza al mando de un ejército de 4.000 hombres y avanzó sobre Jujuy, ocupando la ciudad el 28 de mayo y la ciudad de Salta el 31 de mayo, llegando hasta el río Pasaje. El 2 de junio las fuerzas realistas lograron el triunfo en el combate de Chamical (al suroeste de la ciudad de Salta). En el combate de Las Cañas murió el teniente coronel Rojas, pero 400 realistas fueron derrotados. El 8 de junio hubo una nueva victoria independentista en el combate de Cuesta de la Pedrera (al sureste de Salta), donde las fuerzas patriotas al mando de Alejandro Burela dispersaron a partidas realistas que se retiraron a Jujuy. En el combate de Yala fue derrotada otra fuerza realista y capturado el coronel Vigil. En Salta los jefes realistas tomaron conocimiento de que el 1 de enero de 1820 Rafael del Riego se había sublevado en Cabezas de San Juan (España), proclamando la restauración de la Constitución liberal de 1812 y además conocieron que en agosto partiría desde Chile la expedición libertadora al Perú. En espera de los acontecimientos del Perú, Ramírez Orozco ordenó luego la retirada hacia Tupiza, llegando a mediados de junio.
El 12 de septiembre de 1820 fueron recibidas en Tupiza dos reales órdenes despachadas el 7 de marzo, por una ordenaba el rey Fernando VII la jura de la Constitución de 1812 y por la otra ordenaba una amplia amnistía y devolución de bienes a todos los detenidos por razones políticas. En octubre, mientras se realizaba la jura de la Constitución liberal en el Alto Perú, se conoció en Tupiza que San Martín había desembarcado el 8 de setiembre en Pisco y que Álvarez de Arenales se internaba con una división a la sierra. Inmediatamente Ramírez Orosco junto con Canterac iniciaron la marcha hacia el Perú con los batallones Chilotes (o Castro), Extremadura (o Imperial Alejandro) y del Centro, los escuadrones de la Guardia, Húsares de Fernando VII, Dragones de la Unión, partidarios y el de San Carlos. En Tupiza permaneció Olañeta al mando de los batallones de la Unión, Partidarios y Cazadores y 80 hombres a caballo al mando de Juan Matorras. Los batallones del Cusco que integraban los regimientos 1 y 2, fueron repartidos a las órdenes de los gobernadores intendentes y el Fuerte de Tarabuco fue guarnecido por el Cuerpo de Inválidos europeos. En diciembre Olañeta ahogó un intento de deserción en los batallones Partidarios y Cazadores.
El 15 de abril de 1821 el coronel Marquiegui entró en la ciudad de Jujuy y la abandonó luego. El 27 de abril (llamado el Día Grande de Jujuy) tuvo lugar el combate de León (12 kilómetros al norte de Yala), en donde el general José Ignacio Gorriti logró rendir a 400 realistas. El 7 de junio Valdez con 300 soldados marchó desde Yavi por senderos y tomó por sorpresa Salta en donde una de sus partidas logró herir a Güemes, quien falleció el 17 de junio de 1821 en Chamical y asumió el mando el coronel Jorge Enrique Vidt. El 22 de junio Olañeta tomó Jujuy y avanzó sobre Salta, en donde al estar cercado firmó el 14 de julio un armisticio y se retiró al Alto Perú.
El 1 de enero de 1822, aprovechando que el gobernador intendente Francisco Huarte Jáuregui había salido de la ciudad dos días antes, Casimiro Hoyos sublevó la guarnición de 300 infantes en Potosí y proclamó la independencia del Alto Perú, la que fue jurada en todo Potosí el día 6. Desde Tupiza, Chuquisaca y Oruro partieron divisiones realistas hacia Potosí. El presidente de Charcas, Rafael Maroto, llegó el día 12 con 500 hombres y derrotó a las fuerzas de Hoyos, ese mismo día llegó Olañeta con la división de Tupiza y el general Álvarez con la de Oruro. El día 14 Maroto regresó con sus tropas a Chuquisaca, mientras Olañeta nombró a Álvarez como gobernador intendente de Potosí y los días 21 y 22 hizo ejecutar a 24 personas, entre ellas Hoyos y el comandante de la guarnición coronel Mariano Camargo.
Olañeta realizó la última incursión en suelo argentino en junio de 1822, llegando hasta Volcán (Jujuy). El 6 de diciembre de 1822 se retiró de territorio argentino finalizando la última invasión realista. Su fuerzas permanecieron, sin embargo, ocupando algunos pueblos fronterizos, tales como Santa Victoria Oeste.

## Rebelión de Olañeta
Durante la rebelión de Olañeta contra el virrey de la Serna, el 5 de agosto de 1824 el general Jerónimo Valdés llegó con su ejército a Santa Victoria (Oeste), en donde tomó prisioneros al coronel Guillermo Marquiegui (cuñado de Olañeta) y las 31 personas enviadas allí por Olañeta desde Livilivi, las que Valdés había perseguido pensando que eran las tropas del propio Olañeta. Inmediatamente partió en dirección de Tupiza.

## Quinta y última expedición rioplatense y fin de la guerra
El 4 de agosto de 1824 el gobernador de Salta, general Álvarez de Arenales, nombró comandante general de Vanguardia al general José María Pérez de Urdininea. Luego de que Sucre comunicara a Álvarez de Arenales el triunfo de Ayacucho y le solicitara se dirigiera al Alto Perú a atacar a Olañeta por el sur, la legislatura de Salta aprobó la expedición, poniéndose en marcha la División Libertadora de Salta a principios de marzo de 1825, compuesta de 1700 hombres.
Simultáneamente, los montoneros Eustaquio Méndez y José María Aguirre Hevia y Vaca con sus tropas liberaron Tarija de los últimos 20 realistas en el territorio entre el 8 y 14 de marzo de 1825.
Pese a las órdenes terminantes de no internarse en el Alto Perú que Álvarez de Arenales envió el 17 de marzo a Pérez de Urdininea, este avanzó con 200 soldados del Regimiento de Dragones de San Juan y copó el 21 de marzo un destacamento de 2 oficiales y 12 soldados en Talina y luego sorprendió a la guarnición de Tupiza el 23 de marzo con un pelotón de 30 soldados. El comandante Baca guarecía Tupiza con 120 soldados que se dispersaron, siendo apresados 22 de ellos. El teniente coronel Gregorio Herrera que guarecía Mojo con 69 hombres, se pasó a las fuerzas de Urdininea.

(...) el Sr Gral en Gefe de la indicada División Dn Juant. Alvares de Arenales le ha trasmitido en copia certificada el parte qe le dio el Coronel comandante de Vang. Dn José Maria Peres de Urdininea de la sorpresa executada en la noche del 23 del mismo sobre la guarnición enemiga qe ocupaba el Pueblo de Tapiza. Aunque esta operación ha producido las ventajas qe detalla el parte certificado que se acompaña, el qe subscribe tiene el sentimiento de indicar à S E el Sr Capitán Gral Encargado del E N. que ella fue verificada contra una orden terminante de 17 del mismo mes: por la que se prebino al expresado (jefe de Vang., que suspendiese el movimiento de ésta, mientras se acercaba el grueso de la fuerza expedicionaria á sostenerla en el caso que el Gral Olañeta la cargase por el frente: y es muy de temer, que este primer paso del coronel Urdininea, aunque coohonestado con las razones que él representa en su parte adjunto, sea seguido de otros que descubran á las claras el carácter de una deserción ó insubordinación abierta; (...) Carta de Álvarez de Arenales a Buenos Aires

Mientras el mariscal Sucre entraba en Potosí el 29 de marzo, el coronel Carlos Medinaceli junto con 300 soldados, se sublevó en Cotagaita en contra de Olañeta, enviando una comunicación a Álvarez de Arenales para ponerse a sus órdenes. Pérez de Urdininea recibió y transmitió la comunicación a Álvarez de Arenales y se puso de inmediato en marcha hacia Cotagaita. Al enterarse Olañeta, salió de Potosí el 28 de marzo, se reunió con la columna de Hevia en Vitiche y con 700 soldados el 1 de abril enfrentó a Medinaceli en el combate del Tumusla que culminó con la muerte de Olañeta. Diversas fuentes niegan injustificadamente la existencia de tal combate, argumentando que Olañeta murió del único disparo que se hizo. Pese a ello, existen varias documentaciones de la existencia de la batalla, incluyendo reportes de figuras como la del mismo Pérez de Urdininea. 
El 7 de abril, el general José María Valdez se rindió en Chequelte ante Pérez de Urdininea, pidiendo ser comprendido en la Capitulación de Ayacucho, poniendo fin a la guerra en el Alto Perú. Dos días antes de que Pérez de Urdininea arribara a Cotagaita, una división enviada por Sucre al mando del coronel Francisco Burdett O'Connor se apoderó de los depósitos de artillería y el parque incorporando a sus filas a Medinaceli y sus tropas. Pérez de Urdininea, quien se había autonombrado Comandante en Jefe del Ejército Libertador de Chichas desobedeciendo a Álvarez de Arenales, se incorporó a los tropas de Sucre, quien lo nombró ministro de Guerra de Bolivia, su país natal, del cual llegó a ser presidente en reemplazo de Sucre.
El 7 de abril recibió Sucre un pliego enviado por Álvarez de Arenales desde Mojo (cerca de Tupiza), haciéndole saber la comisión que le había hecho el Congreso Argentino el 8 de febrero para que trate con los jefes realistas de las provincias del Alto Perú el fin de la guerra:

(...) sobre la base de que éstas han de quedar en la mas completa libertad para que acuerden lo que mas convenga á sus intereses y gobierno.

Al conocer la ocupación de Cotagaita y la deserción de Pérez de Urdininea con toda su vanguardia, Álvarez de Arenales detuvo su marcha con la División de Salta en Suipacha. Desde allí envió a su hijo el sargento mayor José Arenales para felicitar a Sucre y solicitarle la devolución de sus tropas de vanguardia. José Arenales llegó a Potosí el 18 de abril, en donde se entrevistó con Sucre, retornando con el pedido de que su padre viajara a entrevistarse con Sucre. Este viajó a Potosí con dos ayudantes y junto con Sucre se dirigieron a Chuquisaca, desde donde retornó a Suipacha con las parte de las tropas de su división de vanguardia. Desde allí retornó a Salta con toda la división expedicionaria, mientras Burdett O'Connor se posesionaba del área al frente de la Legión Peruana.
El Mariscal José de Sucre envió al coronel Burdett O'Connor junto con el ejército colombiano a Tarija, quien salió de Tupiza en mayo de 1825 acompañado de un ayudante y de un sirviente. El 30 de mayo de 1825 Tarija sufre un golpe de Estado por parte de O'Connor desplazando al gobernador tarijeño Felipe Echazú (nombrado por el gobernador de Salta Álvarez de Arenales) nombrando al coronel, hasta entonces realista, Bernardo Trigo al frente de la villa donde se arrestó a los dirigentes y se reprimió a los que se oponían a Trigo y O'Connor. Burdett O'Connor desarmó y licenció a 200 cazadores montados que habían pertenecido a las fuerzas de Olañeta, y tras permanecer tres días en la villa retornó a Tupiza. O'Connor realizó estas acciones bajo las órdenes recibidas de Sucre, ya que Potosí reclamaba jurisdicción sobre el territorio, dando inicio a la Cuestión de Tarija:

El coronel Francisco Burdett O'Connor se impondrá de la presente solicitud, se dirigirá a Tarija y si halla mérito en ella, en uso de las facultades que se le tiene conferidas, mudará al gobernador nombrando otro en su lugar.

Posteriormente Tarija volvió a quedar bajo control del gobierno de Salta y tras la deposición de las autoridades mientras Argentina estaba en guerra contra Brasil en agosto de 1826 pasó a ser invadida y en octubre anexada a Bolivia en el ámbito ilegal por otro golpe de Estado.